# Keri Sable
Keri Sable, född 28 april 1986 i Buffalo i New York, är en före detta amerikansk porrstjärna. Hon fick en skönhetsoperation av näsan och hakan i examenspresent av sina föräldrar när hon var 17 år.[källa behövs] Efter examen, 2004, flyttade hon till Los Angeles och började i porrbranschen.